# Slatina, Prijepolje
Slatina (izvirno srbsko Слатина) je naselje v Srbiji, ki upravno spada pod Občino Prijepolje; slednja pa je del Zlatiborskega upravnega okraja.

## Demografija
V naselju živi 103 polnoletnih prebivalcev, pri čemer je njihova povprečna starost 38,9 let (37,8 pri moških in 40,2 pri ženskah). Naselje ima 45 gospodinjstev, pri čemer je povprečno število članov na gospodinjstvo 3,07.
To naselje je, glede na rezultate popisa iz leta 2002, večinoma srbsko, a v času zadnjih treh popisov je opazno zmanjšanje števila prebivalcev.
|  |

| Demografija | Demografija     | Demografija     |
| Leto        | Št. prebivalcev | Št. prebivalcev |
| ----------- | --------------- | --------------- |
|             |                 |                 |
|             |                 |                 |
|             |                 |                 |
|             |                 |                 |
| 1948        | 349             |                 |
| 1953        | 364             |                 |
| 1961        | 393             |                 |
| 1971        | 349             |                 |
| 1981        | 297             |                 |
| 1991        | 229             | 229             |
| 2002        | 140             | 138             |
|             |                 |                 |

| Etnična sestava po popisu iz leta 2002 | Etnična sestava po popisu iz leta 2002 | Etnična sestava po popisu iz leta 2002 | Etnična sestava po popisu iz leta 2002 | Etnična sestava po popisu iz leta 2002 |
| -------------------------------------- | -------------------------------------- | -------------------------------------- | -------------------------------------- | -------------------------------------- |
| Srbi                                   | Srbi                                   |                                        | 131                                    | 94,92%                                 |
| Črnogorci                              | Črnogorci                              |                                        | 5                                      | 3,62%                                  |
| Muslimani                              | Muslimani                              |                                        | 2                                      | 1,44%                                  |
| Neznano                                | Neznano                                |                                        | 0                                      | 0,0%                                   |